# Liste der denkmalgeschützten Objekte in Ehrenhausen an der Weinstraße
Die Liste der denkmalgeschützten Objekte in Ehrenhausen an der Weinstraße enthält die 27 denkmalgeschützten, unbeweglichen Objekte der Gemeinde Ehrenhausen an der Weinstraße im steirischen Bezirk Leibnitz.

## Denkmäler
| Foto |                 | Denkmal                                                                                           | Standort                                                  | Beschreibung | Metadaten |
| ---- | --------------- | ------------------------------------------------------------------------------------------------- | --------------------------------------------------------- | --- | --- |
| ja   | Datei hochladen | Anlage Georgi-Schlössl mit Torbogen, Turm und Wirtschaftsgebäude HERIS-ID: 68473 Objekt-ID: 81481 | Georgigasse 68 Standort KG: Ehrenhausen                   | Erbaut etwa um das Jahr 1850 unter dem Grafen Attems im englischen Tudorstil aus einem kleinen Landhaus. Zwischen 1870 und 1880 gehörte das Anwesen dem Dichter Stefan von Milow. | BDA-Hist.: Q1393512 Status: Bescheid Stand der BDA-Liste: 2025-06-30 Name: Anlage Georgi-Schlössl mit Torbogen, Turm und Wirtschaftsgebäude GstNr.: .75, 152/4, 152/6, 506 Georgischlössl |
| ja   | Datei hochladen | Wohnhaus HERIS-ID: 68464 Objekt-ID: 81472                                                         | Heinrichskai 15 Standort KG: Ehrenhausen                  | | BDA-Hist.: Q38119768 Status: § 2a Stand der BDA-Liste: 2025-06-30 Name: Wohnhaus GstNr.: 104/1                                                                                            |
| ja   | Datei hochladen | Villa Alfred, ehem. Mauthaus HERIS-ID: 68434 Objekt-ID: 81442                                     | Lutterothstraße 17 Standort KG: Ehrenhausen               | Das Gebäude fungierte ab 1610 als Mauthaus der Eggenberger | BDA-Hist.: Q38119708 Status: § 2a Stand der BDA-Liste: 2025-06-30 Name: Villa Alfred, ehem. Mauthaus GstNr.: .55/1                                                                        |
| ja   | Datei hochladen | Sühnesäule HERIS-ID: 68433 Objekt-ID: 81441                                                       | bei Lutterothstraße 17 Standort KG: Ehrenhausen           | Die Sühnesäule aus dem Jahr 1676 wurde 1971 restauriert. | BDA-Hist.: Q38119697 Status: § 2a Stand der BDA-Liste: 2025-06-30 Name: Sühnesäule GstNr.: .55/1                                                                                          |
| ja   | Datei hochladen | Rathaus/Gemeindeamt HERIS-ID: 51014 Objekt-ID: 56559                                              | Marktplatz 2 Standort KG: Ehrenhausen                     | Das Rathaus ist ein barocker Bau mit Krüppelwalmdach sowie einem Dachreiter mit laternenbekrönter Haube über seiner Mittelachse. | BDA-Hist.: Q38043228 Status: § 2a Stand der BDA-Liste: 2025-06-30 Name: Rathaus/Gemeindeamt GstNr.: .15/1 Rathaus Ehrenhausen                                                             |
| ja   | Datei hochladen | Emmabrunnen HERIS-ID: 68462 Objekt-ID: 81470                                                      | bei Marktplatz 2 Standort KG: Ehrenhausen                 | Der Emmabrunnen vor dem Rathaus wurde 1750 errichtet. Er zeigt eine Steingruppe des vor der Madonna knienden hl. Johannes Nepomuk. | BDA-Hist.: Q38119758 Status: § 2a Stand der BDA-Liste: 2025-06-30 Name: Emmabrunnen GstNr.: 477/3 Emmabrunnen                                                                             |
| ja   | Datei hochladen | Pfarrhof und Reste der Kirchhofmauer HERIS-ID: 51015 Objekt-ID: 56560                             | Marktplatz 13 Standort KG: Ehrenhausen                    | Der zweigeschoßige Pfarrhof mit schlichter Fassade entstand im 18. Jahrhundert. | BDA-Hist.: Q38043243 Status: § 2a Stand der BDA-Liste: 2025-06-30 Name: Pfarrhof und Reste der Kirchhofmauer GstNr.: .2 Pfarrhof Ehrenhausen                                              |
| ja   | Datei hochladen | Sog. Stauderhaus und Wirtschaftsgebäude HERIS-ID: 68483seit 2024                                  | Marktplatz 14 Standort KG: Ehrenhausen                    | Das Stauderhaus ist ein ehemaliges Gerberhaus. Der zweigeschoßige Bau mit Gerberdach und Schopfwalm wurde 1551 erbaut (lt. Inschrift am Ostgiebel). Die Fassadengliederung stammt aus der 2. Hälfte des 18. Jahrhunderts. Das Haus wurde 1959 restauriert. An der Hauptfassade finden sich Wandmalereien aus der Erbauungszeit, zwei kämpfende Reiter (unter Verputz) und ein an einen Baum gebundenes Pferd (sichtbar). | BDA-Hist.: Q126122384 Status: Bescheid Stand der BDA-Liste: 2025-06-30 Name: Sog. Stauderhaus und Wirtschaftsgebäude GstNr.: .3 Stauderhaus, Ehrenhausen                                  |
| ja   | Datei hochladen | Figurenbildstock Ecce Homo HERIS-ID: 68485seit 2024                                               | bei Marktplatz 14 Standort KG: Ehrenhausen                | Barocke Steinfigur an der Gartenmauer des Stauderhauses. | BDA-Hist.: Q126122382 Status: Bescheid Stand der BDA-Liste: 2025-06-30 Name: Figurenbildstock Ecce Homo GstNr.: 103                                                                       |
| ja   | Datei hochladen | Figurenbildstock Maria HERIS-ID: 68486seit 2024                                                   | bei Marktplatz 14 Standort KG: Ehrenhausen                | Barocke Steinfigur an der Gartenmauer des Stauderhauses. | BDA-Hist.: Q126122381 Status: Bescheid Stand der BDA-Liste: 2025-06-30 Name: Figurenbildstock Maria GstNr.: 103                                                                           |
| ja   | Datei hochladen | Ehem. Sonnenwirth HERIS-ID: 47051 Objekt-ID: 49572                                                | Marktplatz 27 Standort KG: Ehrenhausen                    | Das Haus hat eine historisierende Fassade aus dem 19. Jahrhundert und ist mit einem mit 1680 bezeichneten Torbogen mit dem Nachbarhaus verbunden. Anmerkung: im Dehio unter der Adresse Ehrenhausen Nr. 27 erwähnt | BDA-Hist.: Q38025387 Status: Bescheid Stand der BDA-Liste: 2025-06-30 Name: Ehem. Sonnenwirth GstNr.: .45/1 Sonnenwirth, Ehrenhausen                                                      |
| ja   | Datei hochladen | Speicher HERIS-ID: 68487 Objekt-ID: 81495                                                         | hinter Marktplatz 27 Standort KG: Ehrenhausen             | Das Gebäude ist mit 1779 bezeichnet. | BDA-Hist.: Q38119811 Status: § 2a Stand der BDA-Liste: 2025-06-30 Name: Speicher GstNr.: .45/2 Speicher, Ehrenhausen                                                                      |
| ja   | Datei hochladen | Taubenschlag HERIS-ID: 57995 Objekt-ID: 68384                                                     | bei Ottenbergstraße 59 Standort KG: Ehrenhausen           | | BDA-Hist.: Q38079842 Status: Bescheid Stand der BDA-Liste: 2025-06-30 Name: Taubenschlag GstNr.: 347/1                                                                                    |
| ja   | Datei hochladen | Schloss Ehrenhausen HERIS-ID: 36897 Objekt-ID: 35941                                              | Schloßweg 1 Standort KG: Ehrenhausen                      | Das Schloss ist ein unregelmäßiger Vierflügelbau, der Mitte des 16. Jahrhunderts unter Einbeziehung des aus dem 12. Jahrhundert stammenden Bergfrieds der Vorgängerburg in die heute noch bestehende Form eines Renaissanceschlosses gebracht wurde. Im Hof befinden sich über drei Geschoße reichende Säulenarkaden mit ionischen und zum Teil romanisierenden Eckblattkapitellen. | BDA-Hist.: Q877589 Status: Bescheid Stand der BDA-Liste: 2025-06-30 Name: Schloss Ehrenhausen GstNr.: .58 Schloss Ehrenhausen                                                             |
| ja   | Datei hochladen | Torbogen HERIS-ID: 68480seit 2023                                                                 | bei Schloßweg 1 Standort KG: Ehrenhausen                  | Das Barockportal trägt ein Allianzwappen der Leslie und Mansfeld nach Anton Graf Leslie und dessen Gattin Henrietta, die Besitzer des Schlosses in der zweiten Hälfte des 18. Jahrhunderts. | BDA-Hist.: Q119231433 Status: Bescheid Stand der BDA-Liste: 2025-06-30 Name: Torbogen GstNr.: 476                                                                                         |
| ja   | Datei hochladen | Mausoleum des Ruprecht von Eggenberg HERIS-ID: 51017 Objekt-ID: 56562                             | bei Schloßweg 1 Standort KG: Ehrenhausen                  | Das Mausoleum des Ruprecht von Eggenberg ist ein bedeutendes Beispiel des Manierismus in Österreich. Es wurde um 1610 auf einer künstlichen Terrasse mit Balusterbrüstung angelegt, blieb aber von 1619 bis etwa 1680 unvollendet und wurde schließlich 1693 geweiht. Es handelt sich annähernd um einen Zentralbau, dieser Eindruck wird auch durch die Tambourkuppel verstärkt. Zum Markt hin ist die Fassade reich durchornamentiert und wird von zwei kolossalen Kriegerstatuen flankiert. Der Wand sind vier rustizierte Pilaster vorgestellt, wobei den mittleren bärtige Hermen vorgeblendet sind. Rollwerkornamente mit Fruchtgehängen und Masken zieren die Portalzone. Über dem Rundgiebel befindet sich eine Sitzstatue des hl. Rupert von Salzburg (um 1682 von Andreas Marx), im Giebelfeld das von Engeln gehaltene Wappen der Eggenberger und einen Löwen. Das innere wurd durch die Kuppel und reiche barocke Stuckatur dominiert. Dabei wirkten Alexander Serenio und Sohn Joseph Anton mit. Weitere auffällige Elemente sind die weinlaubumrankten kannelierten Säulen und das umlaufende kräftige Gesims. | BDA-Hist.: Q18785101 Status: § 2a Stand der BDA-Liste: 2025-06-30 Name: Mausoleum des Ruprecht von Eggenberg GstNr.: .61 Mausoleum des Ruprecht von Eggenberg                             |
| ja   | Datei hochladen | Kath. Pfarrkirche Schmerzhafte Mutter Maria HERIS-ID: 51016 Objekt-ID: 56561                      | Standort KG: Ehrenhausen                                  | Die Pfarrkirche wurde 1752–1755 höchstwahrscheinlich von Johann Fuchs erbaut. Ihre Fassade weist eine giebelbekrönte Mittelachse sowie einen Turm mit reich gestaltetem Helm auf. Der Grundriss des Innenraums ist kreuzförmig; der einjochige Chor ist nach Norden orientiert. Der Hochaltar mit qualitätvollen Statuen im Chorschluss entstand zwischen 1755 und 1760. | BDA-Hist.: Q38043256 Status: § 2a Stand der BDA-Liste: 2025-06-30 Name: Kath. Pfarrkirche Schmerzhafte Mutter Maria GstNr.: .1 Church of Ehrenhausen                                      |
| ja   | Datei hochladen | Friedhof HERIS-ID: 68430 Objekt-ID: 81438                                                         | gegenüber Platscherstraße 238 Standort KG: Ehrenhausen    | | BDA-Hist.: Q38119687 Status: § 2a Stand der BDA-Liste: 2025-06-30 Name: Friedhof GstNr.: 411, 412, 413/2, .82, 410                                                                        |
| ja   | Datei hochladen | Franzosenkreuz, Fegefeuerkreuz HERIS-ID: 68436 Objekt-ID: 81444                                   | bei Richterweg 120 Standort KG: Ehrenhausen               | Die barocke steinerne Kreuzgruppe an der Weinleiten stammt aus der 2. Hälfte des 18. Jahrhunderts. | BDA-Hist.: Q38119719 Status: § 2a Stand der BDA-Liste: 2025-06-30 Name: Franzosenkreuz, Fegefeuerkreuz GstNr.: 491                                                                        |
| ja   | Datei hochladen | Ortskapelle Urbani HERIS-ID: 69450 Objekt-ID: 82533                                               | gegenüber Ratsch an der Weinstraße 86 Standort KG: Ratsch | Die Kapelle wurde 1970–1972 erbaut, sie weist Wandmalereien von Franz Weiss auf. Anmerkung: Im Dehio unter dem Ortseintrag Gamlitz erwähnt | BDA-Hist.: Q38122434 Status: § 2a Stand der BDA-Liste: 2025-06-30 Name: Ortskapelle Urbani GstNr.: 5/5                                                                                    |
| ja   | Datei hochladen | Bildstock HERIS-ID: 69451 Objekt-ID: 82534                                                        | bei Ratsch an der Weinstraße 86 Standort KG: Ratsch       | | BDA-Hist.: Q38122444 Status: § 2a Stand der BDA-Liste: 2025-06-30 Name: Bildstock GstNr.: 5/5                                                                                             |
| ja   | Datei hochladen | Ortskapelle HERIS-ID: 69458 Objekt-ID: 82541                                                      | Retznei Standort KG: Retznei                              | | BDA-Hist.: Q38122458 Status: § 2a Stand der BDA-Liste: 2025-06-30 Name: Ortskapelle GstNr.: .27 Ortskapelle Retznei                                                                       |
| ja   | Datei hochladen | Figurenbildstock HERIS-ID: 69465 Objekt-ID: 82548                                                 | bei Retznei 21 Standort KG: Retznei                       | Eine filigrane Barock-Säule aus Aflenzer Stein. Datiert 1672 (mögliche Errichtung, schwere Epidemien 1636 und 1672) und 1827 (mögliche Renovierung). Die Säule stand ursprünglich auf dem Rosenberg, wurde aber mit der Erschließung des Steinbruchs 1997 in den Ort umplatziert. | BDA-Hist.: Q38122475 Status: § 2a Stand der BDA-Liste: 2025-06-30 Name: Figurenbildstock GstNr.: 370/2                                                                                    |
| ja   | Datei hochladen | Bauernhaus HERIS-ID: 69464 Objekt-ID: 82547                                                       | bei Retznei 26 Standort KG: Retznei                       | Ein Rauchstubenhaus des mittleren 18. Jahrhunderts, ursprünglich strohgedeckt. Das Haus diente lange als Arbeiterwohnung des Zementwerks Perlmooser. Heute beherbergt es das Museum Villa Retznei mit vorgeschichtlichen und römerzeitlichen Funden der Grabungen an der Villa Kreuzacker, paläontologischen Funden aus dem Steinbruch Perlmooser, und als sonstiges Heimatmuseum. | BDA-Hist.: Q38122466 Status: § 2a Stand der BDA-Liste: 2025-06-30 Name: Bauernhaus GstNr.: 16/4 Museum Villa Retznei                                                                      |
| ja   | Datei hochladen | Römische Villa Kreuzacker HERIS-ID: 107206 Objekt-ID: 124489                                      | Retznei Kreuzacker Standort KG: Retznei                   | Gebäudetrakt der römischen Kaiserzeit. Grabungen finden seit Ende des 19. Jahrhunderts statt. Neuere Forschungen vermuten ein Quellheiligtum mit Therme. | BDA-Hist.: Q37809606 Status: Bescheid Stand der BDA-Liste: 2025-06-30 Name: Römische Villa Kreuzacker GstNr.: 407, 364, 389                                                               |
| ja   | Datei hochladen | Karmeliterkapelle HERIS-ID: 68429 Objekt-ID: 81435                                                | Zieregg 3 Standort KG: Wielitsch                          | Die Karmeliter-Kapelle in Zieregg bei Berghausen dürfte nach Schätzungen im 17. Jahrhundert erbaut worden sein. Sie liegt direkt an der Südsteirischen Weinstraße. | BDA-Hist.: Q38119676 Status: § 2a Stand der BDA-Liste: 2025-06-30 Name: Karmeliterkapelle GstNr.: .64                                                                                     |
| BW   | Datei hochladen | Grabhügel an der Weinstraße HERIS-ID: 97897 Objekt-ID: 113765                                     | Zieregg Standort KG: Wielitsch                            | | BDA-Hist.: Q37770781 Status: Bescheid Stand der BDA-Liste: 2025-06-30 Name: Grabhügel an der Weinstraße GstNr.: 819                                                                       |